# Beatrix Mesmer
Beatrix Mesmer-Strupp (* 2. Juni 1931 in München; † 24. September 2015 in Bern; heimatberechtigt in Muttenz) war eine Schweizer Historikerin deutscher Herkunft. Von 1973 bis 1996 lehrte sie als ordentliche Professorin für Schweizer Geschichte an der Universität Bern. Sie war dort eine der ersten Schweizer Professorinnen.

## Leben und Wirken
Ihre Familie floh 1938 nach der Reichspogromnacht in die Schweiz, wo sie 1941 staatenlos wurde. Die halbjüdische Immigrantin wuchs im Berner Seeland auf und besuchte dort die Schulen bis zur Matura. Man habe sie in ihrer Jugend wegen ihres deutschen Akzents «Sauschwob» gerufen, erzählte sie später. Im Jahre 1952 heiratete sie einen Gymnasiallehrer und wurde in der Schweiz eingebürgert. Im selben Jahr kam ihr Sohn zur Welt. Mesmer studierte Geschichte, Kunstgeschichte und Medienwissenschaft an der Universität Bern und der Freien Universität Berlin. Neben dem Studium arbeitete Mesmer bei der Schweizerischen Depeschenagentur als Hilfsredaktorin.
In Bern wurde sie 1959 Assistentin. Im Jahr 1961 wurde sie dort promoviert mit einer Arbeit über Arnold Ruges Plan einer Alliance intellectuelle zwischen Deutschen und Franzosen. Im Jahr 1972 habilitierte sie sich mit einer ideengeschichtlichen Arbeit zu den fiskalpolitischen Konzepten des Frühsozialismus. Von 1973 bis 1996 war sie ordentliche Professorin für Schweizer Geschichte in Verbindung mit Neuerer Allgemeiner Geschichte an der Universität Bern. Sie war Dekanin der philosophisch-historischen Fakultät (1978/79) und von 1989 bis 1992 war sie die erste Vizerektorin und damit die erste Frau in der Berner Universitätsleitung. Sie war Präsidentin der Schweizerischen Gesellschaft für Geschichte.
Ihre Forschungsinteressen galten der Sozial-, Mentalitäts- und Geschlechtergeschichte. Als Mitherausgeberin wirkte Mesmer in den 1980er-Jahren massgeblich am dreibändigen Standardwerk Geschichte der Schweiz und der Schweizer mit. 1988 veröffentlichte sie mit dem Buch Ausgeklammert – Eingeklammert. Frauen und Frauenorganisationen in der Schweiz des 19. Jahrhunderts und 2007 mit Staatsbürgerinnen ohne Stimmrecht. Die Politik der schweizerischen Frauenverbände 1914–1971 zwei wichtige Werke zur Schweizer Frauengeschichte. Auch wenn Mesmer die Frauengeschichte grundlegend prägte, sah sie sich selbst nicht als Feministin und fühlte sich auch nie als Frau diskriminiert. Wegen ihrer frauengeschichtlichen Themen sei sie an der Universität nicht benachteiligt worden. Hingegen habe es Widerstand der geisteswissenschaftlichen Kollegen gegeben, als sie eine Habilitation in Klimageschichte gefördert und eine Brücke zu den Naturwissenschaften geschlagen habe.
Bei der Entwicklung des Historischen Lexikons der Schweiz (HLS) beteiligte sich Mesmer in verschiedenen Funktionen. Sie wirkte im Stiftungsrat und im Stiftungsratsausschuss des HLS mit, war aktiv bei der Erarbeitung der lexikografischen Konzepte und begutachtete als Expertin einzelne Artikel.
Mesmer war Mitglied des Schweizerischen Wissenschaftsrates und des Forschungsrates des Schweizerischen Nationalfonds. Weiter präsidierte sie als erste Frau die Schweizerische Gesellschaft für Geschichte. 1975 war sie Gründungsmitglied der Nationalen Kommission für die Veröffentlichung diplomatischer Dokumente der Schweiz.
2011 konnte Beatrix Mesmer zusammen mit der Berner Frauenrechtlerin Marthe Gosteli den Menschenrechtspreis der internationalen Gesellschaft für Menschenrechte entgegennehmen, eine Würdigung ihres Einsatzes für die Frauenrechte. Eine ihrer Doktorandinnen war die Frauenforscherin und Historikerin Brigitte Schnegg.

## Schriften (Auswahl)
- Arnold Ruges Plan einer Alliance intellectuelle zwischen Deutschen und Franzosen. W. Duerrenmatt, Bern 1963 (Dissertation, Universität Bern, 1961).
- Steuerreform als Übergangsmassnahme. Die Rezeption der Forderung nach progressiver Besteuerung in den frühsozialistischen Programmen. Herbert Lang, Bern/Frankfurt am Main 1976, ISBN 3-261-02027-X (Habilitationsschrift, Universität Bern).
- Ausgeklammert – Eingeklammert. Frauen und Frauenorganisationen in der Schweiz des 19. Jahrhunderts. Helbing und Lichtenhahn, Basel/Frankfurt am Main 1988, ISBN 3-7190-1025-2.
- (Hrsg.) Die Verwissenschaftlichung des Alltags. Anweisungen zum richtigen Umgang mit dem Körper in der schweizerischen Populärpresse 1850–1900. Chronos, Zürich 1997, ISBN 3-905312-24-7.
- Staatsbürgerinnen ohne Stimmrecht. Die Politik der schweizerischen Frauenverbände 1914–1971. Chronos, Zürich 2007, ISBN 978-3-0340-0857-0.